# 香港凱悅酒店

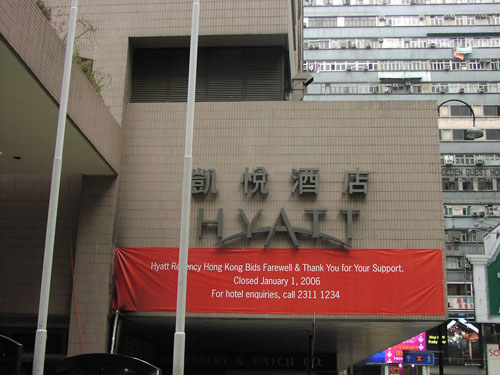
拆卸前的香港凱悅酒店掛出告示

香港凱悅酒店（英語：Hyatt Regency Hong Kong）是凱悅酒店集團旗下於香港的一座酒店，亦是該集團在海外的首間凱悅酒店，位於香港九龍尖沙咀彌敦道67號，前身是在1964年開業的總統酒店，於1969年11月1日開幕。酒店樓高18層，設723間客房，是香港老牌五星級酒店之一。

## 歷史
凱悅酒店前身是總統酒店，由新加坡華僑鍾江海與鍾明輝兄弟耗資八千萬元興建，1964年落成後，為當時最高級數的酒店，曾於同年6月主辦1964年度香港小姐競選。當時更吸引到不少電影圈中人光顧，當年的當紅小生如胡楓及謝賢都曾是凱悅的座上客。位於頂樓的歌舞廳的設計以星球為主題，四周裝設了閃燈，充滿科幻感覺。
直至1969年，鍾氏兄弟找來美國凱悅酒店集團接手管理，鍾氏兄弟每年繳交管理費，並正式易名為凱悅酒店。
凱悅酒店曾作三度翻新，包括於1986年以1.8億元翻新，及在1991年約以7,000萬元進行內部裝修，另於1999年進行外牆粉飾工程。酒店由地庫至3樓設有商場、餐廳及多種配套設施。酒店佔地約43,525平方呎，總樓面面積達64.5萬平方呎，物業估值達30億元。

## 拆卸

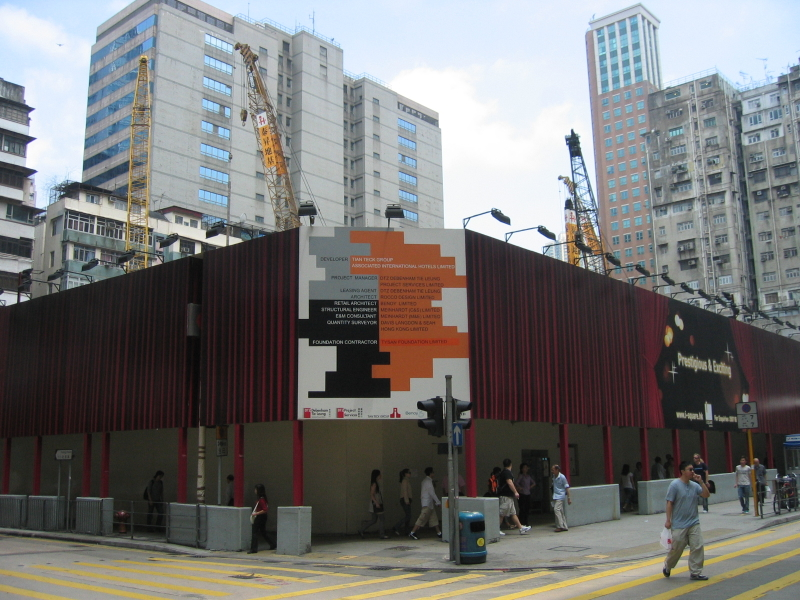
拆卸後的香港凱悅酒店

2003年10月，因應當時「自由行」熱潮，業主透過戴德梁行作環球標售凱悅酒店，並且在2004年1月7日截標，並獲6個財團入標。但最終凱聯及天德以作價不吸引為由，決定收回物業，自行重建為一幢以零售商鋪為主的商用大廈。
舊香港凱悅酒店已於2006年1月1日下午3時正式結業。凱聯國際酒店（港交所：105）及天德地產（港交所：266）已在2007年1月1日拆卸舊凱悅酒店，原址重建為一座樓高30層高大型商場，命名為國際廣場（iSquare），於2009年底落成。
凱悅酒店集團後來覓得新世界發展旗下K11酒店項目的管理合約，並於2009年8月遷入，10月8日以香港尖沙咀凱悅酒店名稱開業。另外，凱悅酒店於2009年中覓得香港中文大學教學酒店的管理合約（即現時的香港沙田凱悅酒店）。

## 外部連結
- 香港凱悅酒店重建前外貌
- 国际广场